# Rainer Burelbach
Rainer Burelbach (* 20. April 1965 in Neuerburg) ist ein deutscher Politiker (CDU) und seit 2011 Bürgermeister von Heppenheim. 

## Leben
Burelbach besuchte die Grundschule in Körperich und ein Gymnasium in Biesdorf. Nach dem Abitur absolvierte er eine Ausbildung zum Bankkaufmann und arbeitete bei der Volksbank Bitburg. Von 1987 bis 1992 studierte er Betriebswirtschaftslehre an der Universität Mannheim. Danach war er bis 2007 bei der SRH in Heidelberg tätig. 2007 wechselte Burelbach als Betriebsleiter zum Eigenbetrieb „Neue Wege“, dem Jobcenter des Landkreises Bergstraße.
Politisch engagierte sich Burelbach während seines Studiums beim RCDS. 1991 trat er der CDU bei. In Viernheim gehörte er vier Jahre dem CDU-Vorstand an. 2011 kandidierte er bei der Wahl zum Bürgermeister von Heppenheim, der Kreisstadt des Kreises Bergstraße, gegen den Amtsinhaber Gerhard Herbert (SPD) und gewann im zweiten Wahlgang mit 55,6 Prozent. 2023 wurde er mit 74 % wiedergewählt.